# 瑟里碼頭站
瑟里碼頭站（英語：Surrey Quays railway station）是倫敦的一個鐵路車站，位於南華克區，位於倫敦第2收費區。瑟里碼頭站開通於1869年12月7日，現在是倫敦地上鐵的車站。